# Теліані
Теліані (груз. თელიანი) — село в Грузії.
За даними перепису населення 2014 року в селі проживає 981 осіб.